# Битва при Атолейруші (1384)
Би́тва при Атоле́йруші (порт. Batalha dos Atoleiros) — бій, що відбувся 6 квітня 1384 року біля поселення Атолейруш у португальській провінції Алентежу, між португальськими та кастильськими військами. Перше велике зіткнення двох країн в часі Португальського міжкоролів'я (1383—1385), коли кастильський король Хуан І претендував на португальський трон. Португальськими силам командував Нуну Алваріш Перейра; вони нараховували до 1,5 тисячі вояків. Кастильську армію очолював Фернандо Санчес де Товар; вона мала до 5 тисяч і перевагу у кавалерії. Серед португальських загонів були англійські вояки-добровольці, учасники Столітньої війни, а серед кастильців — португальські шляхтичі, представники про-кастильської партії. Перед початком бою Нуну наблизився до кастильців, що облягали Фронтейру. Він змусив їх зняти облогу й атакувати його позиції. Португальці оборонялися, вишикувавшись у каре. Кастильці кинули на них кінноту, яка загинула під списами. Змарнувавши багато лицарів і коней, нападники втекли. Бій завершився перемогою португальців. Подія стала першою у битвою у військовій історії Піренейського півострова, в якій піхота перемогла кінноту, використовуючи квадратне шикування.

## Передумови
Після грудневого повстання 1383 року міщани Лісабона вигнали королеву-регентшу Леонору Теліш і проголосили «захисником королівства» авіського магістра Жуана. У січні 1384 року її зять, кастильський король Хуан І вторгнуся до Португалії, щоб придушити повсталих. Він зустрівся із тещею у Сантарені, де змусив зректися регентства на свою користь. Невдоволена Леонора розпочала інтриги проти зятя, за що той в березні арештував її та заслав до Тордесілльяського монастиря в Кастилії, де вона і померла. Після цього Хуан І рушив прямо на Лісабон, плануючи взяти його в облогу.
Одночасно з цим інша велика група кастильських військ вторглася до південної португальської провінції Алентежу. Магістр Жуан був зосереджений на обороні столиці й не міг вислати підмогу захисникам провінції. Тоді вони звернулися до нього з проханням дати їм хоча б вмілого полководця. Всупереч зауваженням свого канцлера Жуана Реграського, магістр делегував до них Нуну Алваріша Перейру.
Нуну перейшов річку Таг й прибув Алмади. Звідти він вирушив углиб Алентезької провінції із незначним супроводом. В Ештремоші командувач провів перевірку наявних військ: вони нараховували 300 списів з 1500 чоловік.
Португальцям Нуну протистояла кастильська армія, що вже стояла в Крату. До неї входило 1000 списів з 5000 чоловік. Серед командувачів були нієбльський граф Хуан Алонсо Перес де Гузман, магістр Алькантарського ордену Дієго Барросо й кастильський адмірал Фернандо Санчес де Товар. Окрім власне кастильських вояків, до цього контингенту входили португальські загони про-кастильської партії, якими командував кратуський пріор Педру Алваріш Перейра, старший брат самого Нуну.
Нуну збирався дати бій негайно, але його підлеглі старшини спинили його. Вони вважали нерозумним битися з таким численним військом, в якому, до того ж, перебував брат полководця. Це дуже розлютило Нуну, який сприйняв їхні застереження як сумнів у його відданості справі. Він заявив, що зранку почне битву незалежно від того, скільки вояків піде за ним. Ці слова запалили військовиків, які всі як один заявили, що виконуватимуть його накази. Тим не менш, вночі частина солдатів під головуванням Жіла Фернандеша, старого ветерана фернандових воєн, вирішила покинути табір. Нуну довелося переконувати їх залишитися.

## Бій
Зранку 6 квітня 1384 року португальське військо вирушило назустріч ворогам що облягали містечко Фронтейра. Від брата Перейри прибув посланець, який запропонував здатися і перейти на бік кастильських військ, але Нуну відповів, що нізащо не зрадить авіського магістра Жуана. Тоді кастильці залишили облогу й сунули проти португальців.
Нуну зайняв оборонні позиції у вигідній багнистій місцевості Атолейруш, за 2,5 км від Фронтейри. Оскільки його кавалерія була замала, він наказав спішитися вершникам. Об'єднавши їх із піхотинцями і арбалетниками, Нуну вишикував усіх квадратом, подібно до модерного каре.
Кастильці побачили, що противник не має кінноти. У передчутті легкої перемоги їхня кавалерія ринулася в атаку на мале португальське військо. Проте у першому ж зіткненні нападники напоролися на списи піхотинців, втративши убитими багато людей і коней. Португальські стрільці добили відступаючих першої хвилі.
Провал наступу похитнув впевненість кастильських резервів. Тим не менш вони атакували португальські позиції чотири рази і щоразу натикалися на непробивну стіну списів. Врешті-решт, нападники втратили бойовий дух й покинули поле бою.
Кастильці втратили близько 120 значних лицарів. Загинули магістр Алькантарського ордену Дієго Барросо та кастильський пріор госпітальєрів. Кастильський адмірал Фернандо де Товар був тяжко поранений.
З португальського боку кількість загиблих була настільки незначною, що згодом у хроніках і традиційній історіографії закріпилася думка, що втрат взагалі не було.
Битва при Атолейруші не змінила хід кастильсько-португальської війни, що вирішувалася під Лісабоном. Проте вона додала португальцям віри у себе, оскільки стала першою перемогою у першому відкритому зіткненні з Кастилією.
Звитяга під Атолейрушом засвідчила переваги піхоти у бою, а також оборонного шикування каре. Це був один зі перших прикладів використання такого шикування у військовій історії Піренейського півострова, задовго до Наполеонівських воєн.

## У культурі
- 1959 року португальський скульптор Раул Шавієр спорудив монумент-алегорію на честь перемог Нуну Перейри під Атолейрушем, Алжубарротою і Валверде.